# ماریانا گونسالس اولیوا
ماریانا گونسالس اولیوا (اسپانیایی: Mariana González Oliva‎؛ زادهٔ ۱۲ مارس ۱۹۷۶) بازیکن هاکی روی چمن اهل آرژانتین بود.
وی در مسابقات کشوری و بین‌المللی در مجموع برندهٔ ۶ مدال طلا، ۲ مدال نقره، ۴ مدال برنز شده‌است.